# Бикслър Хай: Детектив до край
„Бикслър Хай: Детектив до край“ (на английски: Bixler High Private Eye) е американски комедиен телевизионен филм от 2019 г. на режисьора Лесли Колинс Смол, а сценарият е на Кристофър Балди, Дани Калис и Мишел Улф, във филма участват Джейс Норман, Ариел Мартин, Ед Бегли младши, Самия Уомак и Дейвид Клейтън Роджърс. Филмът е премиерно излъчен по Nickelodeon на 21 януари 2019 г.

## Актьорски състав
- Джейс Норман – Ксандър Деуит
- Ариел Мартин – Кензи Месина
- Самия Уомак – Кара Джийн
- Ед Бегли младши – Чарли Деуит
- Майк С. Нелсън – Шериф Мънди
- Дейвид Клейтън Роджърс – Джак Фин
- Терин Уестбрук – Елън Деуит
- Рик Питърс – Ръсел Деуит
  - Мат Мичъл – младият Ръсел Деуит

## В България
В България филмът е излъчен по локалната версия на „Никелодеон“ на 21 април 2019 г. в неделя от 12:20.
По-късно е достъпен в стрийминг платформата SkyShowtime, преименуван като „Детективът от гимназията Бикслър“.

### Нахсинхронен дублаж
| Роля                   | Изпълнител             |
| ---------------------- | ---------------------- |
| Ксандър Деуит          | Владимир Зомбори       |
| Кензи Месина           | Ева Данаилова          |
| Кара Джийн             | Ема Димитрова          |
| Репортер               | Ема Димитрова          |
| Чарли Деуит            | Здравко Димитров       |
| Шериф Мънди            | Росен Пенчев           |
| Джак Фин               | Марио Иванов           |
| Елън Деуит             | Петя Абаджиева         |
| Ръсел Деуит            | Явор Караиванов        |
| Продавач на автомобили | Явор Караиванов        |
| Оператор на камера     | Виктор Иванов          |
| Джо Паяка              | Стефан Сърчаджиев-Съра |

| Обработка           | студио „Про Филмс“    |
| ------------------- | --------------------- |
| Режисьор на дублажа | Ивет Лазарова-Торосян |
| Тонрежисьор         | Иво Димитров          |
| Преводач            | Елица Вите            |